# Saint-Claude (Manitoba)
Pour les articles homonymes, voir Saint-Claude.
Saint-Claude est un village franco-manitobain situé à une quarantaine de kilomètres au sud de Portage la Prairie et à une centaine de kilomètres à l'Ouest de Winnipeg. Il est depuis le 1er janvier 2015 amalgamé dans la Municipalité rurale de Grey.
Au recensement de la population de 2011, Saint-Claude comptait 590 habitants dont une majorité de franco-manitobains. Saint-Claude compte également des personnes d'origine anglaise, belge, suisse et asiatique. L'instruction y est donnée en français et en anglais pour l'ensemble des enfants de Saint-Claude, toute communauté confondue.
Le village de Saint-Claude possède deux musées, le "musée laitier du Manitoba" et le "musée geôle" qui est une ancienne prison datant du XIXe siècle transformée en musée et accueillant l'office de tourisme de Saint-Claude. Les touristes y viennent trouver une ambiance française.
En dépit d'être une petite ville, Saint-Claude organise plusieurs activités telles que le Carnaval d'hiver annuel et le rodéo annuel d'été.

## Démographie
| 2001 | 2006 | 2011 | 2016 |
| ---- | ---- | ---- | ---- |
| 558  | 588  | 590  | 603  |